# Pédoncule
Pour l'anatomie des poissons, voir Pédoncule caudal.
Ne doit pas être confondu avec Pédicule.

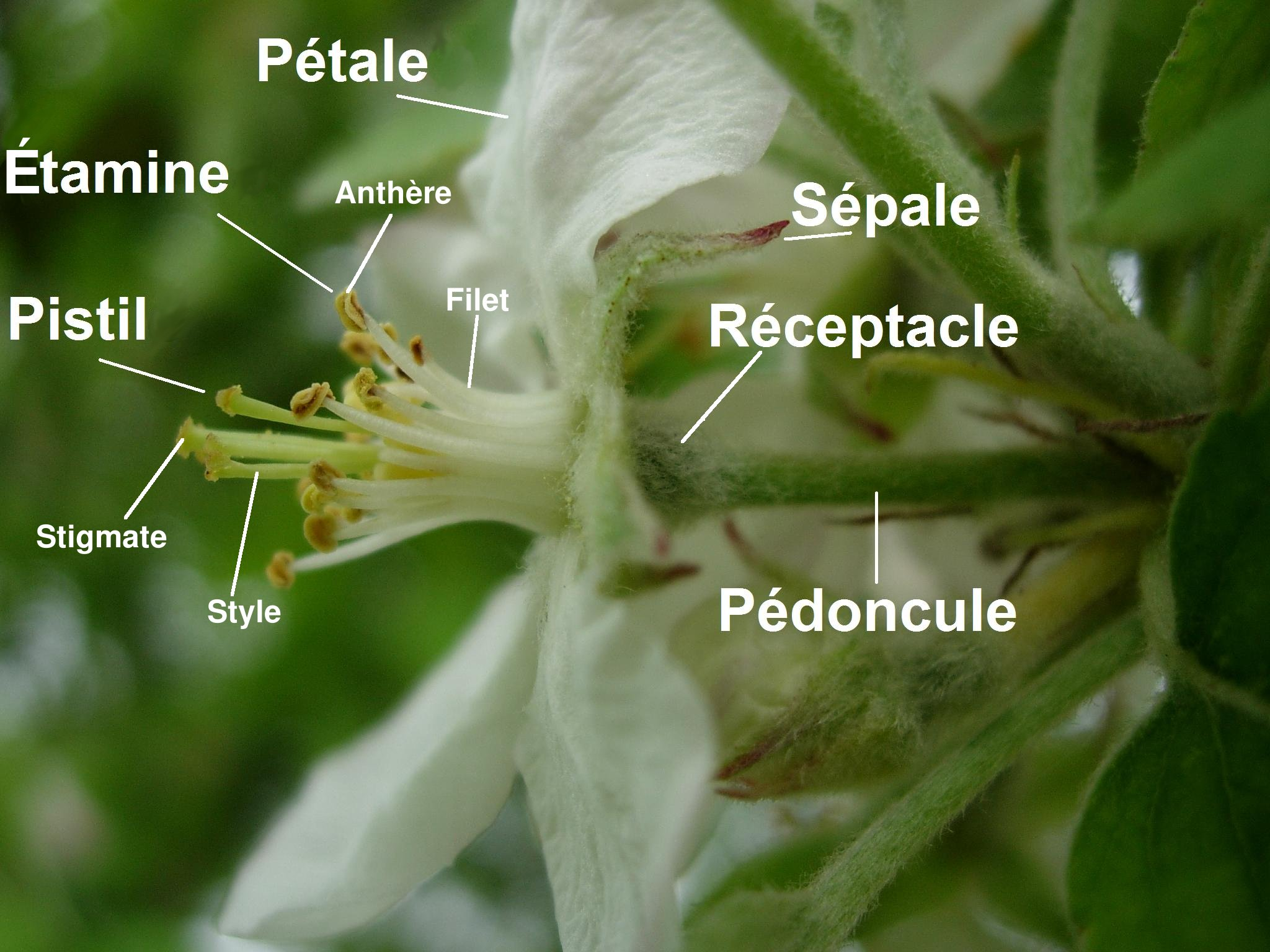
Fleur de pommier.

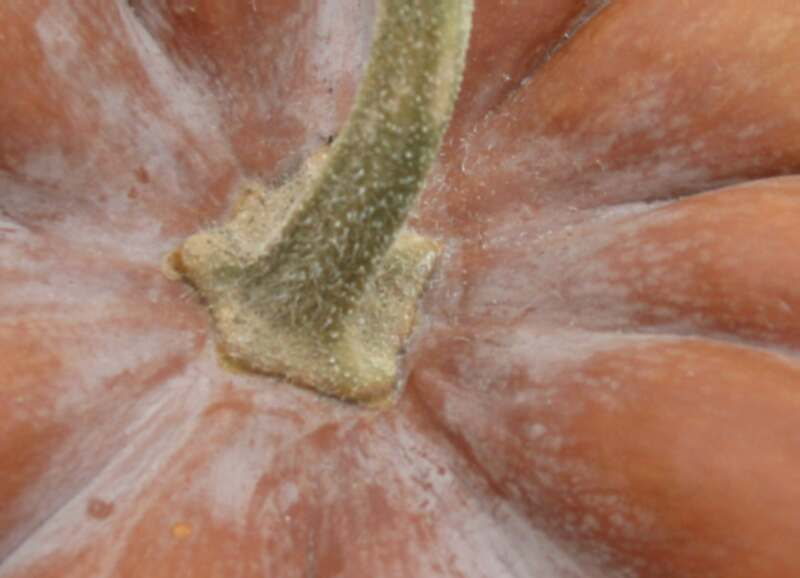
Pédoncule de courge.

En botanique, on appelle pédoncule la pièce florale en forme de tige (parfois on parle improprement de « queue »), qui porte les fleurs, puis, après la fécondation, les fruits. Une fleur sans pédoncule, ou à pédoncule très court, est dite sessile.
Anatomiquement, le pédoncule a la structure d'une tige (comme le pétiole, qui porte la feuille). Il est généralement vert et dépourvu de feuilles. Cependant le pédoncule floral peut porter des feuilles, souvent réduites, et parfois transformées en bractées, vertes ou colorées qui annoncent la fleur ou l'inflorescence. Ainsi chez Euphorbia pulcherrima, l'élément décoratif est constitué de bractées rouge vif, alors que l'inflorescence est insignifiante. Chez certaines plantes, le pédoncule est coloré.
L'extrémité du pédoncule, plus ou moins profondément transformée, constitue le réceptacle floral sur lequel sont insérées les différentes pièces constituant la fleur (pétales, sépales, etc.) ou les différentes fleurs dans le cas des fleurs composées (cf. capitule). Cette extrémité se présente parfois sous forme d'une masse plus ou moins renflée appelée thalamus qui porte les carpelles et les étamines.
Le pédoncule peut être ramifié, notamment dans le cas des inflorescences en grappe. Dans ce cas, les ramifications sont appelées « pédicelles ».
Dans certains cas, le pédoncule subit des transformations remarquables après la fécondation de la fleur :
- chez l'anacardier, il se renfle et devient charnu, formant un faux-fruit appelé pomme de cajou, qui porte à son extrémité le fruit véritable ou noix de cajou ;
- chez les fraisiers, la fraise résulte de la transformation en faux-fruit du thalamus ;
- chez l'arachide, une partie du pédoncule appelée gynophore s'allonge démesurément et se recourbe vers le bas, ce qui permet l'enfouissement de l'ovaire qui se transformera en gousse d'arachide dont la maturation se fait sous terre.

Les pédoncules de cerises, dits « queues de cerises » (Prunus avium ou griottier), sont réputés avoir des propriétés diurétiques et sédatives du système urinaire et sont inscrits à ce titre à la pharmacopée française. Ces queues de cerises font partie cependant des plantes médicinales en vente libre.
Le chêne pédonculé (qui se distingue du chêne rouvre aux fruits sessiles) doit son nom au fait que ses fruits, les glands, sont portés par un long pédoncule.